# Lokomotivdepot F

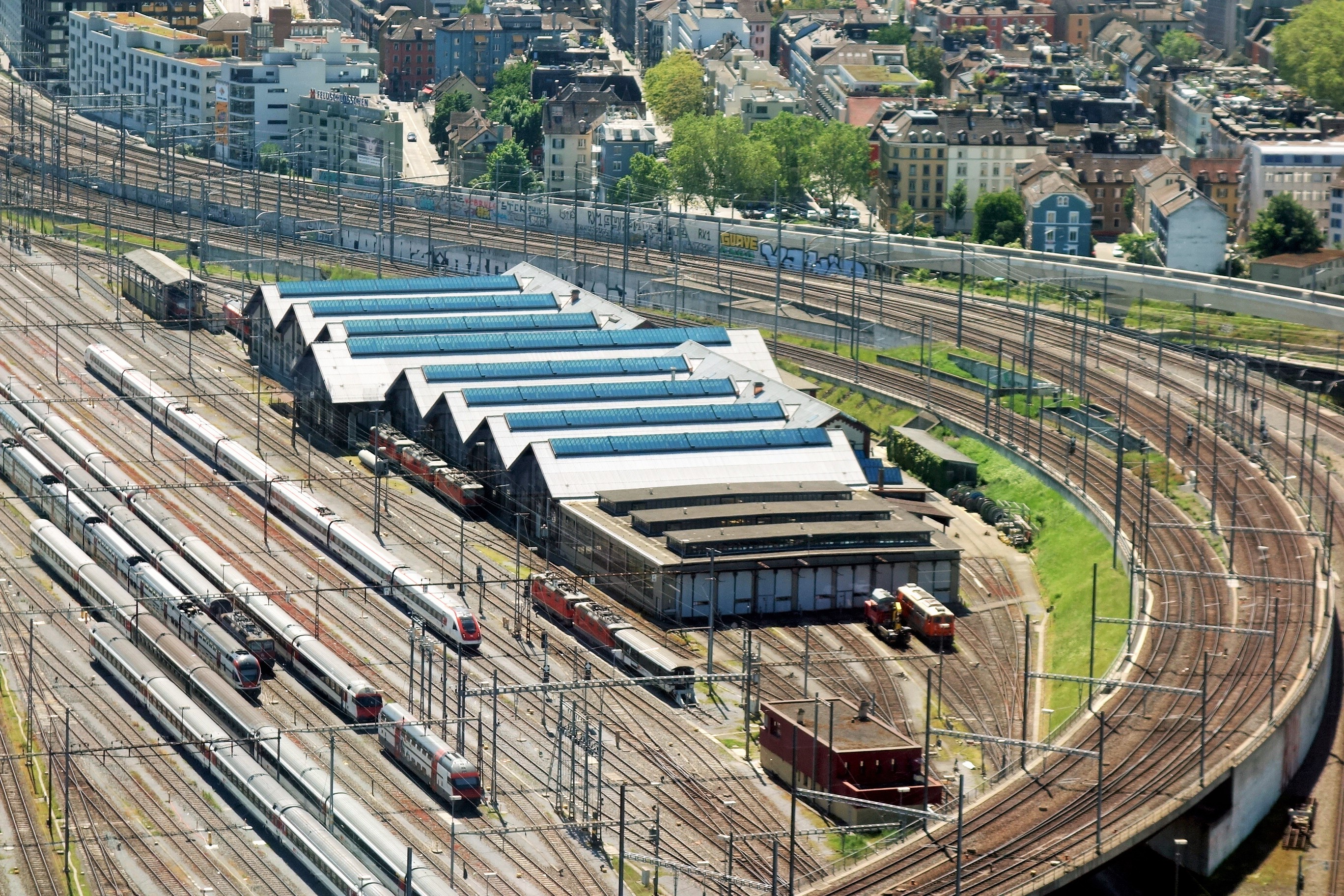
Lokomotivdepot F

Das Lokomotivdepot F ist ein denkmalgeschütztes Lokomotivdepot der Schweizerischen Bundesbahnen (SBB) in Zürich. Es befindet sich im Quartier Aussersihl inmitten des Gleisfelds des Hauptbahnhofs Zürich, im Kohlendreieck. Das in den Jahren 1898/99 erbaute Depot umfasst eine 180 m lange Gleishalle sowie zwei Flügelbauten mit Werkstätten und Büros. Aufgrund der architektonischen und bautechnischen Qualität sowie der gut erhaltenen historischen Substanz ist das Lokomotivdepot F ein herausragender Zeuge der Technik-, Architektur- und Verkehrsgeschichte.

## Lage

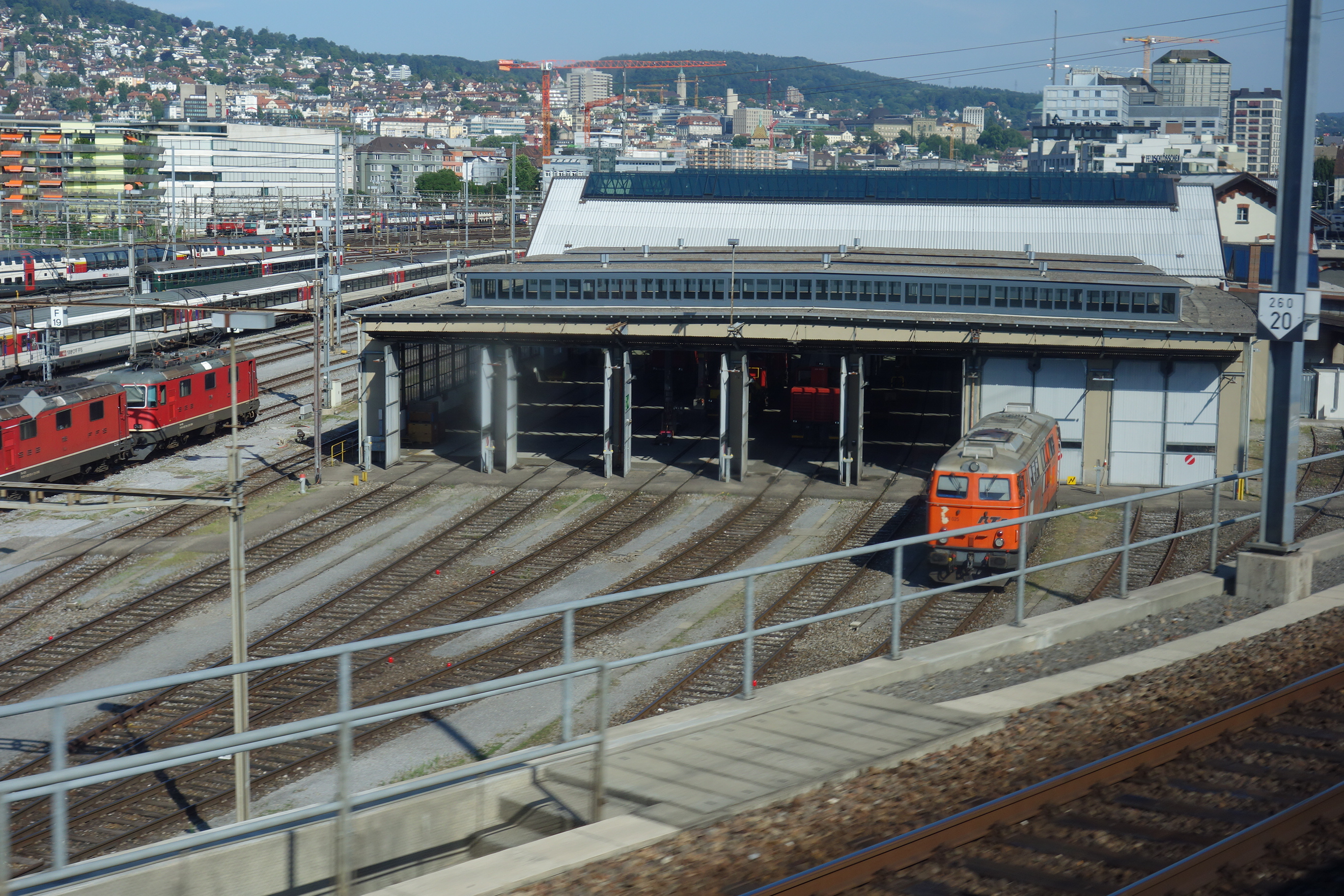
Ansicht von Westen

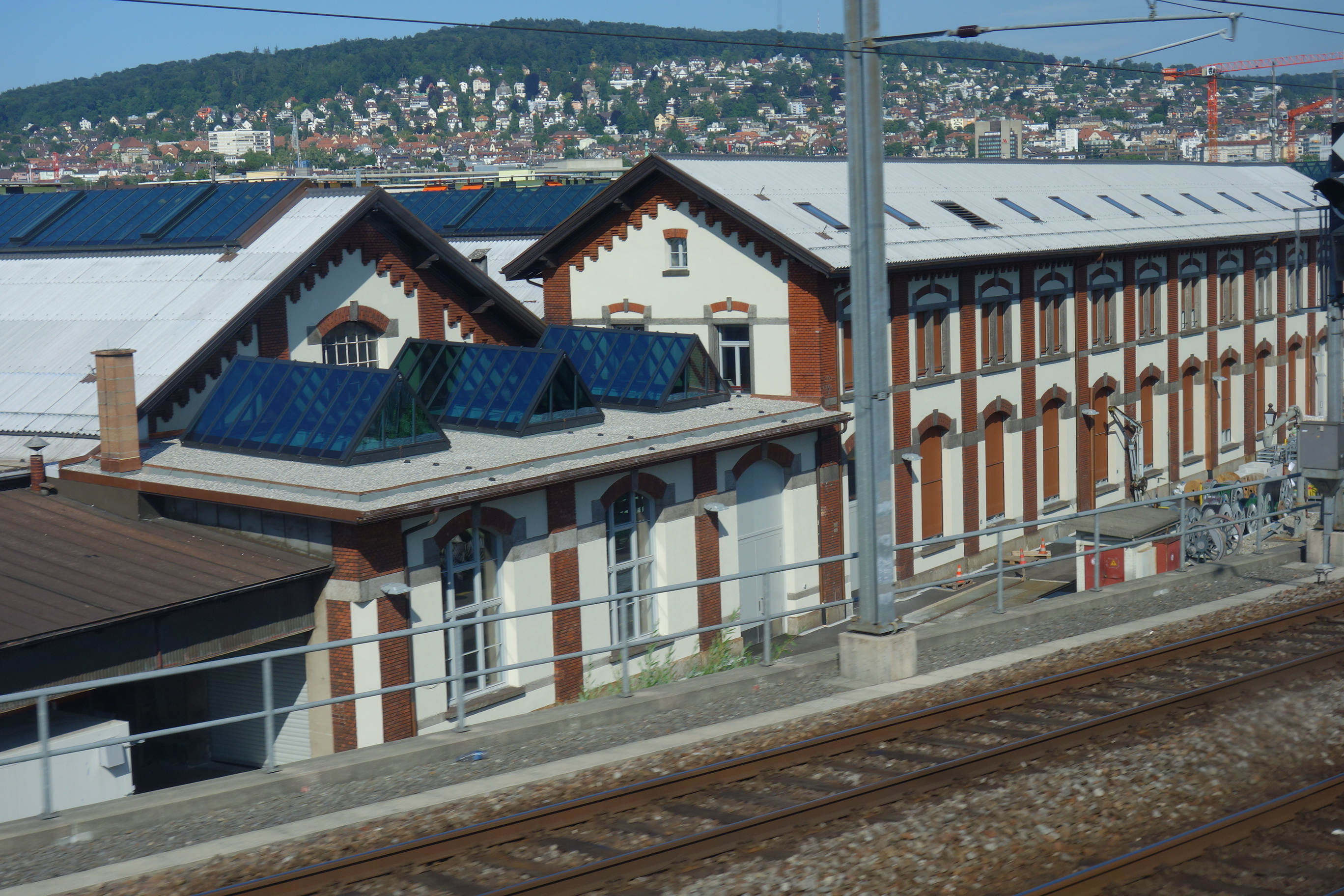
Das Depot von der Kohlendreieckbrücke aus gesehen

Das Ensemble ist vom Gleisfeld des «Vorbahnhofs» umgeben und befindet sich ungefähr auf halbem Weg zwischen der Unterführung Langstrasse im Südosten und der Hardbrücke im Nordwesten, knapp einen Kilometer vom Hauptbahnhof entfernt. In diesem Bereich, der auch unter dem Namen «Kohlendreieck» bekannt ist, zweigen von der Hauptstrecke Zürich–Bern die Strecke nach Winterthur und die linksufrige Zürichseebahn ab. Das Lokomotivdepot F steht parallel zum Gleisfeld und wird an seiner Südseite vom Erddamm des Aussersihler Viadukts sowie von der parallel verlaufenden Kohlendreieckbrücke der Durchmesserlinie umkurvt.
Erreichbar ist das Lokomotivdepot F einerseits über die Remisenstrasse, die zur Kreuzung Hohlstrasse / Seebahnstresse neben dem ehemaligen Güterbahnhof Zürich (heutiges Polizei- und Justizzentrum Zürich) führt. Andererseits gibt es zwei Fussgängertunnel, die ausschliesslich dem SBB-Personal dienen und nicht für die Öffentlichkeit zugänglich sind. Der ältere besteht seit 1936, ist 150 m lang und führt auf die Nordseite des Gleisfelds zur Lokomotivremise G an der Neugasse. Der andere wurde 2002 erbaut; er ist 50 m lang und verbindet die Remisenstrasse mit der Neufrankengasse am Südrand des Gleisfelds.

## Beschreibung
Die rechteckige Halle des Lokomotivdepots überspannt sieben Gleise. Ihre massiven Aussenmauern bestehen aus rotem Backstein mit gelb verputzten Ausfachungen, die Fensterfassungen und Gesimse aus Granit. Gusseiserne Stützen und leichte Fachwerkbinder tragen acht Giebeldächer quer zur Gleisrichtung, die mit Wellblech gedeckt sind und Oberlichtbänder auf den Giebeln aufweisen. Der vierte Quergiebel ist über die Seitenwände hinaus verlängert und deckt die Schiebebühne. Er unterbricht den an der Südseite angebauten, schmalen zweigeschossigen Diensttrakt mit 24 Fensterachsen. An die Westseite angebaut ist eine eingeschossige, dreiachsige Verbreiterung. Es handelt sich dabei um eine schlichte Konstruktion aus verschraubten Stahlprofilen mit Flachdach, je einem grossen fein unterteilten Fenster und Ausfachungen aus Leichtbau-Elementen oder verputztem Backstein.
Ebenfalls zur Anlage gehören zwei Schwenkhebekräne sowie ein Wasserkran, der weiterhin betriebsfähig ist und zum Befüllen von Museumslokomotiven verwendet wird. Da das Lokomotivdepot noch viel Originalsubstanz enthält, ist es seit 2005 im SBB-Spezialinventar der schützenswerten Bauten aufgeführt und wird somit im Wesentlichen in der ursprünglichen Form erhalten bleiben.

## Geschichte

Luftbild (1959)

Ab 1890 nahm der Umfang des Schienenverkehrs von und nach Zürich stark zu, weshalb die Schweizerische Nordostbahn (NOB) die Anlagen im «Vorbahnhof» in Aussersihl markant erweitern musste. So stellte sie 1894 den Aussersihler Viadukt fertig, der den bisherigen Damm ersetzte und eine betrieblich deutlich bessere Streckenführung der Winterthurer Linie sowie die Anbindung der rechtsufrigen Zürichseebahn ermöglichte. Zu den Erweiterungsprojekten gehörte unter anderem der 1897 eröffnete Güterbahnhof Zürich. Die steigende Anzahl an Dampflokomotiven erforderte auch den Bau eines neuen Depotgebäudes, das eine ältere Remise im Bereich der heutigen Sihlpost ergänzen sollte. Es handelte sich um die letzte grössere Investition der NOB vor ihrer Verstaatlichung und der Übernahme durch die SBB. Das Gebäude entstand 1898/99 nach Plänen des NOB-Architekten Vital Kirchen.
Eine deutsche Expertenkommission hatte empfohlen, ein Depot des Schiebebühnentyps anstatt des zuvor favorisierten Drehscheibentyps zu errichten, sodass die Personen- und Güterlokomotiven mit kurzen Anfahrtslinien eingeführt werden konnten. Auf den sieben Gleisen des Depots F gab es Platz für rund 50 Lokomotiven mit Schlepptender oder Tenderlokomotiven. Der zweigeschossige repräsentative Südtrakt enthielt Personal-, Dienst- und Werkstatträume, hinzu kam die geräumige Dienstwohnung des Depotchefs im Obergeschoss. Vor der Elektrifizierung Mitte der 1920er Jahre wurde die Schiebebühne mit Dampfkraft bewegt, während für den Betrieb der Werkstatt ein 10-PS-Gasmotor zum Einsatz kam. Um eine Achsdruckwaage einbauen zu können, verlängerte man 1905 den vierten Quergiebel gegen Süden. 1954 wurde das Hauptgebäude gegen Westen verlängert und an der Ostseite um eine kleine Waschanlage ergänzt. Später kamen zwei vom SBB-Architekten Max Vogt geplante Anbauten hinzu: 1962 ein Rangierstellwerk an der Ostfassade und 1982 ein weiteres kleines Stellwerk westlich des Depots, die beide heute nicht mehr in Betrieb sind.
Über ein Jahrhundert lang diente das Lokomotivdepot F seinem ursprünglichen Zweck, dem Abstellen und Warten von Lokomotiven. Seit Dezember 2015 bildet das Gebäude zusammen mit dem Kohlendreieck und dem Terzag-Areal den neuen zentralen Standort für die Baudienste der SBB. 2017/18 erfolgte unter laufendem Betrieb die umfassende Renovierung der Anlage durch das Architekturbüro Pfister Schiess Tropeano. Die Arbeiten umfassten unter anderem die Neueindeckung der Hallendächer, die statische Ertüchtigung der prägenden Dachkonstruktion und den Ersatz der Fenster.